# Pousseaux
Pousseaux este o comună în departamentul Nièvre din centrul Franței. În 2009 avea o populație de 213 de locuitori.

## Evoluția populației
| An        | 1975 | 1982 | 1990 | 1999 | 2006 | 2009 |
| --------- | ---- | ---- | ---- | ---- | ---- | ---- |
| Populație | 215  | 190  | 197  | 220  | 200  | 213  |